# Henri Chatenet
Pour les articles homonymes, voir Chatenet (homonymie).
Henri Chatenet est un homme politique français né le 14 juin 1879 à Paris et décédé le 28 novembre 1949 à Paris.
Avocat, il est blessé pendant la Première Guerre mondiale. Il devient par la suite président de l'Union nationale des mutilés, réformés et anciens combattants (UNMR). Il est député de Seine-et-Oise de 1932 à 1936, inscrit au groupe de la Gauche indépendante. Il s'intéresse beaucoup aux problèmes des anciens combattants et des pensionnés de guerre.

## Sources
- « Henri Chatenet », dans le Dictionnaire des parlementaires français (1889-1940), sous la direction de Jean Jolly, PUF, 1960 [détail de l’édition]